# Alpine Select
Alpine Select AG est une société d'investissement suisse basée à Zoug.

## Histoire
Alpine Select AG est fondée en 1997. En 2003, la société reprend 52,75% d'EIG Electricity.
Fin 2018, Alpine Select rachète et détruit 4,98% de ses actions flottant en bourse. En août 2019, la société quitte le segment des sociétés d'investissements de la bourse suisse pour rejoindre le segment de «Swiss Reporting Standard», ce qui lui permet de modifier ses normes de comptabilité. En mai 2021, Alpine Select investit 1 million de dollars dans Rockaway Blockchain Fund (RBF).

## Activités
La société Alpine Select a pour but la performance financière par l'acquisition directe ou indirecte d'autres sociétés ainsi que leur administration ou autres services permettant d'avoir une participation dans ces dernières. Elle tient un portefeuille d'investissement dans lequel elle a des participations dans des fonds spéculatifs et alternatifs.
La société est cotée dès ses débuts à la SIX Swiss Exchange et apparaît dans l'indice Swiss All Share Index.
Le président d'Alpine Select depuis 2013, Raymond J. Bär, est président d'honneur de Julius Bär depuis 2012,.

## Actionnaires
Liste des principaux actionnaires au 5 novembre 2019.
| Loomis, Sayles                  | 91,4% |
| Aegon USA Investment Management | 37,0% |
| Hans Müller                     | 12,4% |
| Raymond J. Bär                  | 10,1% |
| Trinsic                         | 7,82% |
| Stefan Rihs                     | 5,83% |
| Alpine Select                   | 5,02% |
| Thomas Amstutz                  | 3,79% |
| Hornbacher (famille)            | 3,27% |
| Hans-Ueli Rihs                  | 3,26% |

## Identité visuelle

Premier logo de la compagnie
Second logo de la compagnie

## Données financières
| Année | Bénéfice (en millions de francs) | Source |
| ----- | -------------------------------- | ------ |
| 2021  | 24,5                             | [ 12 ] |
| 2020  | 5,8                              | [ 12 ] |
| 2019  | 14,5                             | [ 13 ] |
| 2018  | (16)                             | [ 14 ] |
| 2017  | 32,4                             | [ 15 ] |
| 2016  | 10,7                             | [ 15 ] |
|       |                                  |        |

### Sources
- (de) Cet article est partiellement ou en totalité issu de l’article de Wikipédia en allemand intitulé « Alpine Select » (voir la liste des auteurs).
- (en) Alpine Select : Annual report 2015, Zoug, Alpine Select, avril 2016, 108 p. (lire en ligne)